# Petr Nikolaev
Petr Nikolaev, někdy psáno též Petr Nikolajev, (* 11. května 1957 Praha) je český režisér a scenárista.

## Životopis
Během studií na FAMU na sebe upozornil zejména snímky Schopen – odveden (1979) a Praga kaput regni (1980). Za své školní práce, jejichž nonkonformita a svobodomyslnost mu ve své době vynesly podmínečné vyloučení, získal vůbec prvního Maxima (cenu za nejlepší studentské cvičení) v historii fakulty. Po absolutoriu odešel do Francie, kde žil téměř devět let. Zpočátku se živil jako prodavač zmrzliny, lepič plakátů, malíř pokojů a hlídač dětí. Později režíroval vzdělávací pořady a učil na soukromé filmové škole ESRA (1988–1992). Od roku 1992 žije opět v Praze. Ve funkci pomocného režiséra pracoval na francouzských filmech, natáčených v České republice. V roce 1997 debutoval úspěšnou adaptací literárního bestselleru Michala Viewegha Báječná léta pod psa.
Výraznějšího režijního vrcholu však dosáhl až po roce 2000 (ve věku blížícím se padesáti). V roce 2005 natočil drama Kousek nebe z prostředí drsného komunistického vězení z padesátých let dle autobiografického námětu Jiřího Stránského. V roce 2011 převzal režii (po v té době nemocné Alici Nellis) na dramatu z druhé světové války Lidice. Jeho zatím posledním výrazným celovečerním filmem je kriminální drama Příběh kmotra (natočené v roce 2013) z českého mafiánského prostředí z přelomu 20. a 21. století.
Známým je i svou televizní tvorbou například seriálem Proč bychom se netopili, ale především historickým dokumentárním seriálem Cyril a Metoděj – Apoštolové Slovanů.
Jeho první manželkou byla Francouzka. Poté se oženil s Kristinou Forbelskou, dcerou hispanisty Josefa Forbelského.

## Filmografie

### Režie
- La vallée de la lune (1994)
- Báječná léta pod psa (1997)
- Chaos (2001) (TV)
- Vlci ve městě (2001) (TV)
- Černá slečna, slečna Černá (2002) (TV)
- Kousek nebe (2005)
- Bruslaři (2006)
- Most do Orientu (2006) (série TV)
- Zlatá karta (2007) (série TV)
- Eden (3 epizody, 2006–2007) (série TV)
- …a bude hůř (2007)
- Proč bychom se netopili (2009) (série TV)
- Jménem krále (2009)
- Lidice (2011)
- Příběh kmotra (2013)
- Cyril a Metoděj – Apoštolové Slovanů (2013)[3]
- Na druhý pohled (2014)
- Vybíjená (2015)
- Střídavka (2022)
- Muž, který stál v cestě (2023)
- seriál Zlatá labuť (2023) – několik epizod 2. série[4]

### Scénář
- La vallée de la lune (1994)
- …a bude hůř (2007)